# Pablo Garza (lutador)
Pablo Garza é um lutador de MMA Americano, natural de Fargo, Dakota do Norte, atualmente ele compete no Peso Pena do Ultimate Fighting Championship. Já teve aparições no The Ultimate Fighter: Team GSP vs. Team Koscheck. Ele fez a primeira luta de Penas da história do UFC.

## Carreira no MMA

### The Ultimate Fighter
Garza fez uma aparição no The Ultimate Fighter: Team GSP vs. Team Koscheck, mas foi eliminado no episódio de estréia, quando perdeu para Michael Johnson por Decisão Unânime após dois rounds. Não conseguindo nem entrar para a casa.

### World Extreme Cagefighting
Garza fez sua estréia no WEC no WEC 51 substituindo Jason Reinhardt cinco dias antes da luta, seu adversário foi Tiequan Zhang. Garza perdeu por Finalização no primeiro round.

### Ultimate Fighting Championship
Em Outubro de 2010, o WEC fundiu-se com o UFC e todos os lutadores foram transferidos para o UFC.
Garza fez sua estréia no The Ultimate Fighter: Team GSP vs. Team Koscheck Finale, contra Fredson Paixão. Essa luta foi a primeira luta na divisão dos penas da história do UFC. Garza nocauteou com menos de um minuto, com uma joelhada voadora espetacular. Sua performance rendeu o prêmio de Nocaute da Noite.
Garza enfrentou Yves Jabouin em 30 de Abril de 2011 no UFC 129. Garza venceu por Finalização com um triângulo voador no primeiro round, e novamente ganhou o prêmio da noite, dessa vez de Finalização da Noite.
Garza enfrentou Dustin Poirier em 12 de Novembro de 2011 no UFC on Fox: Velasquez vs. Dos Santos. Garza perdeu por Finalização no segundo round.
Seu próximo confronto foi contra Dennis Bermudez em 5 de Maio de 2012 no UFC on Fox: Diaz vs. Miller. Garza perdeu por Decisão Unânime.
Garza era esperado para enfrentar Josh Grispi no UFC on Fox: Shogun vs. Vera. Porém Garza foi obrigado a se retirar devido a uma lesão.
Garza enfrentou o ex-desafiante ao Cinturão dos Penas Mark Hominick em 17 de Novembro de 2012. Garza venceu por Decisão Unânime.
Garza foi derrotado por Diego Brandão em 6 de Abril de 2013 no UFC on Fuel TV: Mousasi vs. Latifi por Finalização no primeiro round. Garza foi retirado da promoção após a derrota.

## Cartel no MMA
| Cartel no MMA   |             |            |
| 16 lutas        | 12 vitórias | 4 derrotas |
| Por nocaute     | 2           | 0          |
| Por finalização | 7           | 3          |
| Por decisão     | 3           | 1          |

| Res.    | Cartel | Oponente         | Método                           | Evento                                          | Data                    | Round | Tempo | Local                        | Notas                                |
| ------- | ------ | ---------------- | -------------------------------- | ----------------------------------------------- | ----------------------- | ----- | ----- | ---------------------------- | ------------------------------------ |
| Derrota | 12-4   | Diego Brandão    | Finalização (triângulo de braço) | UFC on Fuel TV: Mousasi vs. Latifi              | 16 de abril de 2013     | 1     | 3:27  | Estocolmo                    |                                      |
| Vitória | 12–3   | Mark Hominick    | Decisão (unânime)                | UFC 154: St-Pierre vs. Condit                   | 17 de novembro de 2012  | 3     | 5:00  | Montreal, Quebec             |                                      |
| Derrota | 11–3   | Dennis Bermudez  | Decisão (unânime)                | UFC on Fox: Diaz vs. Miller                     | 5 de maio de 2012       | 3     | 5:00  | East Rutherford, New Jersey  |                                      |
| Derrota | 11–2   | Dustin Poirier   | Finalização (d'arce choke)       | UFC on Fox: Velasquez vs. Dos Santos            | 12 de novembro de 2011  | 2     | 1:32  | Anaheim, California          |                                      |
| Vitória | 11–1   | Yves Jabouin     | Finalização (triangulo voador)   | UFC 129: St-Pierre vs. Shields                  | 30 de abril de 2011     | 1     | 4:31  | Toronto, Ontario             | Finalização da Noite                 |
| Vitória | 10–1   | Fredson Paixão   | Nocaute (joelhada voadora)       | The Ultimate Fighter 12 Finale                  | 4 de dezembro de 2010   | 1     | 0:51  | Las Vegas, Nevada            | Estréia nos Penas; Nocaute da Noite. |
| Derrota | 9–1    | Zhang Tiequan    | Finalização (guilhotina)         | WEC 51: Aldo vs. Gamburyan                      | 30 de setembro de 2010  | 1     | 2:26  | Broomfield, Colorado         |                                      |
| Vitória | 9–0    | Aaron Steele     | TKO (socos)                      | Crowbar MMA: Fall Brawl                         | 11 de setembro de 2010  | 3     | 2:57  | Fargo, Dakota do Norte       |                                      |
| Vitória | 8–0    | William Joplin   | Decisão (unânime)                | The Cage Inc.: Battle at the Border 6           | 21 de agosto de 2010    | 3     | 5:00  | Hankinson, Dakota do Norte   |                                      |
| Vitória | 7–0    | Nate Bell        | Finalização (socos)              | King of the Cage: Ice Age                       | 5 de março de 2010      | 1     | 1:00  | Mahnomen, Minnesota          |                                      |
| Vitória | 6–0    | Jayson Fuentes   | Finalização (mata leão)          | EB: Beatdown at 4 Bears 6                       | 13 de fevereiro de 2010 | 2     | 4:54  | New Town, Dakota do Norte    |                                      |
| Vitória | 5–0    | Caleb Wolff      | Finalização (chave de braço)     | Brutaal Fight Night: All American Cage Fighting | 12 de dezembro de 2009  | 1     | 3:37  | Bismarck, Dakota do Norte    |                                      |
| Vitória | 4–0    | Mitch Jackson    | Finalização (triângulo)          | Max Fights 6                                    | 29 de agosto de 2009    | 1     | 0:53  | Fargo, Dakota do Norte       |                                      |
| Vitória | 3–0    | Jonathan Knutson | Decisão (unânime)                | EB: Beatdown at 4 Bears 4                       | 21 de março de 2009     | 3     | 5:00  | New Town, Dakota do Norte    |                                      |
| Vitória | 2–0    | Tyler Larson     | Finalização (kimura)             | Max Fights 4                                    | 19 de julho de 2008     | 1     | 3:38  | Fargo, Dakota do Norte       |                                      |
| Vitória | 1–0    | Mike Davis       | Finalização (guilhotina)         | KO: Productions                                 | 11 de agosto de 2007    | 1     | 0:38  | Grand Forks, Dakota do Norte |                                      |